# Nike Wagner
Nike Wagner (pronunciació alemanya: [ˈniːkə ˈvaːɡnɐ]) (nascuda el 9 de juny de 1945) és una dramaturga, gestora artística i autora alemanya. Va dirigir el festival Kunsfest Weimar, i ha estat directora del Beethovenfest des del 2014 fins al 2021. Filla de Wieland Wagner, és una besnéta de Richard Wagner i una rebesnéta de Franz Liszt. Ha escrit llibres dedicats a la família Wagner i a la seva influència cultural i política.

## Biografia i carrera professional
Nike Wagner va néixer a Überlingen a la riba del llac de Constança, a Alemanya, filla de Wieland Wagner i de la coreògrafa Gertrud Reissinger.
La seva infantesa i joventut va transcórrer a la residència de la família Wagner, Wahnfried, a Bayreuth, fins a la mort del seu pare el 1966, després de la qual el seu oncle, Wolfgang Wagner, va fer taxar el valor de la casa i va demanar a la vídua que pagués el lloguer corresponent.
Va estudiar musicologia, literatura i art dramàtic a Berlín, i es va doctorar a la Northwestern University d'Evanston, Illinois, el 1980, amb un tesi dirigida per Erich Heller.
És autora d'un estudi sobre la figura de Karl Kraus (Geist und Geschlecht: Karl Kraus und die Erotik der Wiener Moderne, Frankfurt del Main, Suhrkamp, 1982; un treball basat en la seva tesi doctoral) i un altre sobre la família Wagner (The Wagners: The Dramas of a Musical Dynasty, Princeton, Nova Jersey, Princeton University Press, 2001).
Un article seu qüestionant la conveniència de les subvencions públiques concedides a esdeveniments culturals molt selectius, en general, i al Festival de Bayreuth, en particular (actualment prop de 6,5 milions de dòlars l'any), amb el títol Im Fadenkreuz der Kulturpolitik, va generar molta polèmica a Alemanya.
El 1999 Nike Wagner va esdevenir membre de la Deutsche Akademie für Sprache und Dichtung, i n'és vicepresidenta des de 2011.
Àcidament crítica amb la llarga governança del seu oncle Wolfgang Wagner, i com a membre de la família, el 1999 i el 2008 va presentar la seva candidatura per a substituir-lo en la direcció del Festival de Bayreuth, la primera vegada juntament amb Peter Ruzicka i la segona amb Gérard Mortier, candidatures que van ser desestimades.
El 2004, Nike Wagner es va convertir en directora del Kunstfest Weimar, i el cicle de festivals els va anomenar Pèlerinages en honor de Liszt. Va renunciar al càrrec el setembre de 2013.
El 2013, va ser nomenada directora del Beethovenfest, i va assumir aquest càrrec el gener de 2014. En l'exercici del càrrec ha volgut posar èmfasi en la relació de Beethoven en Wagner, mostrant la influència del músic de Bonn en les primeres composicions del seu besavi. Els festivals van centrar la seva atenció no tant en les simfonies com en la música de cambra, sovint posant-la en contrast amb les obres contemporànies del gènere. El 2021 va finalitzar el seu contracte.

## Altres activitats
- Bonner Akademie für Forschung und Lehre praktischer Politik (BAPP), membre del Patronat[11]
- Deutsche Bank, membre del Consell Assessor (des de 2017)[12]
- Institut Goethe, membre del Comitè de la Medalla Goethe[13]

## Altres publicacions
- Nike Wagner, et al., Mann, sei nicht so hysterisch (Múnic, Matthes und Seitz, 1991).
- Nike Wagner, Wagner-Theater (Frankfurt del Main, Insel-Verlag, 1998).
- Nike Wagner, Traumtheater: Szenarien der Moderne (Frankfurt del Main, Insel-Verlag, 2001).

## Reconeixements
- 1999: membre de la Deutsche Akademie für Sprache und Dichtung
- membre de la Literaturklasse de la Sächsische Akademie der Künste
- 2012: Professor honorari de la Pädagogische Hochschule Heidelberg[14]
- 2013: Orde del Mèrit de l'Estat Lliure de Turíngia